# Karl Wendlinger
Karl Wendlinger (Kufstein, 20 dicembre 1968) è un ex pilota automobilistico austriaco.

## Carriera

### Le formule minori
Wendlinger sviluppò la passione per l'automobilismo in tenera età e già a cinque anni iniziò la sua carriera nei kart. Nel 1981 conobbe Gerhard Berger, con cui strinse amicizia e che lo aiutò a trovare un sedile in Formula Ford. Nel 1988 fece poi il proprio debutto nella F3 tedesca. Dopo un decimo posto nella sua prima stagione, l'anno successivo l'austriaco vinse il titolo, battendo di un punto Michael Schumacher.
Frattanto la Mercedes progettava il ritorno in Formula 1 e il punto di partenza consisteva nella creazione di un team Junior, composto da Wendlinger, Michael Schumacher e Frentzen. Nel 1990 l'austriaco partecipò quindi, con la casa tedesca, al Campionato mondiale sportprototipi giungendo al quinto posto e aggiudicandosi, in coppia con il tedesco Jochen Mass, la 1000 km di Spa. L'anno seguente, invece, Wendlinger prese parte ad alcune gare di Formula 3000, ottenendo come miglior risultato un terzo posto. A fine stagione avvenne poi il debutto in Formula 1.

### Formula 1

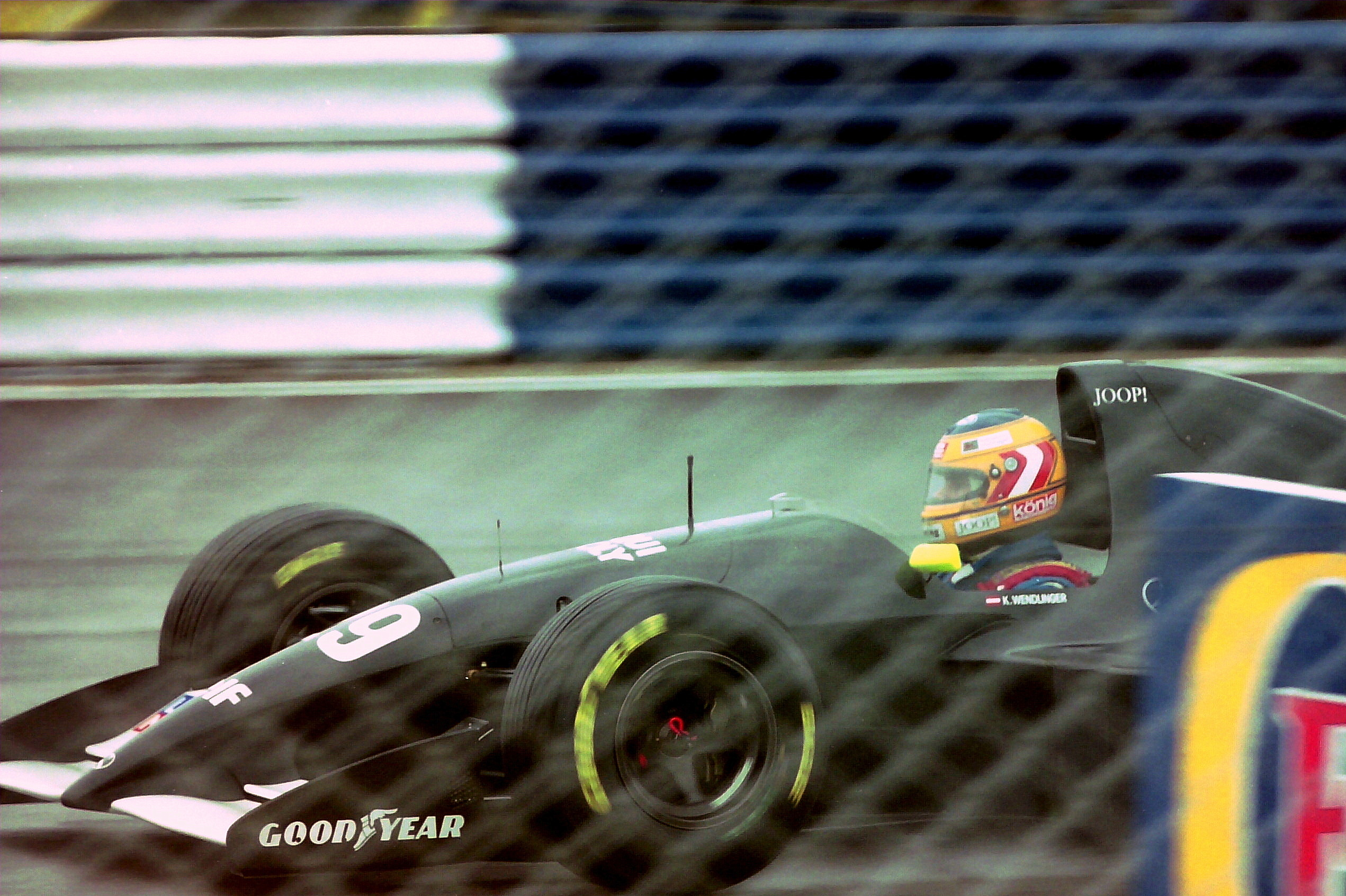
Wendlinger su Sauber C12 nelle prove del Gran Premio di Gran Bretagna 1993

Debuttò nella stagione di F1 del 1991 su una Leyton House, disputando le ultime due gare del campionato in sostituzione di Capelli. Nonostante le buone impressioni destate nel team, intenzionato a confermarlo anche per la stagione successiva, esso attraversava una fase di crisi finanziaria e Wendlinger dovette attendere gli ultimi giorni prima dell'inizio del campionato per assicurarsi il sedile. Nei test invernali poté svolgere appena dieci giri con la nuova monoposto; ciononostante al Gran Premio del Sudafrica si qualificò settimo, impressionando gli addetti. In gara fu costretto al ritiro, ma ottenne poi 3 punti per il 4º posto nel Gran Premio del Canada. Il team attraversava però una grave crisi economica e nelle ultime due gare del campionato fu sostituito da Jan Lammers.
Nel 1993 Wendlinger fu ingaggiato dal neonato team Sauber, al fianco del finlandese Lehto; la vettura era competitiva e questo gli permise di qualificarsi più volte tra i primi dieci e conquistare 7 punti.
Confermato dalla Sauber anche per il 1994, Wendlinger cominciò bene, conquistando 4 punti in 3 gare. Ma nelle libere del giovedì del Gran Premio di Monaco, andò in testacoda subito dopo il tunnel ed urtò violentemente contro le barriere: si temette per la sua vita, ma dopo un mese in coma riuscì a riprendersi.
La Sauber-Ford lo riconfermò per la stagione 1995, sempre in coppia con Heinz-Harald Frentzen. Nonostante buone prestazioni nei test invernali e una vettura discretamente competitiva, non riuscì mai a piazzarsi tra i primi sei, probabilmente a causa degli strascichi dell'incidente. Fu sostituito da Jean-Christophe Boullion a partire dal Gran Premio di Monaco, ma gli scarsi risultati ottenuti dal francese portarono la Sauber a richiamare l'austriaco per le ultime due corse, anche per le buone prestazioni in alcune prove al Mugello. Wendlinger non andò oltre il decimo posto al Gran Premio del Giappone. Tornò così alle gare Turismo e di durata dove ottenne buoni risultati.

#### Risultati completi
| 1991 | Scuderia     | Vettura |  |  |  |  |  |  |  |  |  |  |  |  |  |  |     |    |  | Punti | Pos. |
| ---- | ------------ | ------- |  |  |  |  |  |  |  |  |  |  |  |  |  |  | --- | -- |  | ----- | ---- |
| 1991 | Leyton House | CG911   |  |  |  |  |  |  |  |  |  |  |  |  |  |  | Rit | 20 |  | 0     |      |

| 1992 | Scuderia | Vettura |     |     |     |   |    |     |   |     |     |    |     |    |    |     |  |  |  | Punti | Pos. |
| ---- | -------- | ------- | --- | --- | --- | - | -- | --- | - | --- | --- | -- | --- | -- | -- | --- |  |  |  | ----- | ---- |
| 1992 | March    | CG911B  | Rit | Rit | Rit | 8 | 12 | Rit | 4 | Rit | Rit | 16 | Rit | 11 | 10 | Rit |  |  |  | 3     | 12º  |

| 1993 | Scuderia | Vettura |     |     |     |     |     |    |   |     |     |   |   |     |   |   |     |    |  | Punti | Pos. |
| ---- | -------- | ------- | --- | --- | --- | --- | --- | -- | - | --- | --- | - | - | --- | - | - | --- | -- |  | ----- | ---- |
| 1993 | Sauber   | C12     | Rit | Rit | Rit | Rit | Rit | 13 | 6 | Rit | Rit | 9 | 6 | Rit | 4 | 5 | Rit | 15 |  | 7     | 12º  |

| 1994 | Scuderia | Vettura |   |     |   |    |  |  |  |  |  |  |  |  |  |  |  |  |  | Punti | Pos. |
| ---- | -------- | ------- | - | --- | - | -- |  |  |  |  |  |  |  |  |  |  |  |  |  | ----- | ---- |
| 1994 | Sauber   | C13     | 6 | Rit | 4 | SP |  |  |  |  |  |  |  |  |  |  |  |  |  | 4     | 19º  |

| 1995 | Scuderia | Vettura |     |     |     |    |  |  |  |  |  |  |  |  |  |  |  |    |     | Punti | Pos. |
| ---- | -------- | ------- | --- | --- | --- | -- |  |  |  |  |  |  |  |  |  |  |  | -- | --- | ----- | ---- |
| 1995 | Sauber   | C14     | Rit | Rit | Rit | 13 |  |  |  |  |  |  |  |  |  |  |  | 10 | Rit | 0     |      |

| Legenda | 1º posto     | 2º posto | 3º posto    | A punti         | Senza punti/Non class.  | Grassetto – Pole position Corsivo – Giro più veloce |
| Legenda | Squalificato | Ritirato | Non partito | Non qualificato | Solo prove/Terzo pilota | Grassetto – Pole position Corsivo – Giro più veloce |

### Dopo la Formula 1
Nel 1996, insieme a Yannick Dalmas e Scott Goodyear, partecipò alla 24 Ore di Le Mans con una delle due Porsche 911 GT1.
Nel 2000, insieme a Olivier Beretta e Dominique Dupuy, si aggiudicò la 24 Ore di Daytona con una Dodge Viper GTS-R.
Nel 2005 prese parte al campionato American Le Mans Series con una Maserati MC12.